# My Gentleman Friend (альбом Блоссом Дири)
My Gentleman Friend — шестой студийный альбом американской певицы и пианистки Блоссом Дири, выпущенный в 1959 году на лейбле Verve Records. Записан он был при участии гитариста Кенни Баррелла, басиста Рэй Браун и барабанщика Эда Тигпена. Альбом предлагает контраст между очень знакомыми стандартами и более малоизвестными, но достойными песнями, попутно звучит несколько песен близких друзей Дири, а также французский шансон.

## Отзывы критиков
| Оценки критиков                            | Оценки критиков |
| Источник                                   | Оценка          |
| ------------------------------------------ | --------------- |
| AllMusic                                   | [ 2 ]           |
| Encyclopedia of Popular Music              | [ 3 ]           |
| MusicHound Jazz: The Essential Album Guide | [ 4 ]           |
| The Penguin Guide to Jazz                  | [ 5 ]           |

Джон Буш из AllMusic в своём обзоре написал: «Альбом проигрывает в сравнении с предыдущими работами Дири из-за того, что в её исполнительском репертуаре было доступно меньше стандартов, она была вынуждена прибегнуть к нескольким французским песням и многим стандартам среднего уровня или текущим на тот момент. Поэтому неудивительно, что песня с наибольшим композиционным весом — „Somebody to Watch Over Me“ Джорджа и Айры Гершвинов — является кульминацией. Дири грациозно ходит на цыпочках по классике, её прочтение радужное и медитативное. Ещё одна мелодия Гершвина, „Little Jazz Bird“, выходит за рамки записи, и Дорогуша демонстрирует свою обычную смесь теплоты и беззаботности. Помимо этих двух, остальной материал представлен просто средние».
В журнале Cash Box заявили: «Голос Блоссом Дири настолько индивидуален, что мы с особым восторгом приветствуем её новый альбом. Её яркие фортепианные партии являются идеальным аккомпанементом для этого свежего, звонкого голоса, похожего на голос феи. А её материал показывает интерес к малоизвестным песням». Стэнли Грин из журнала HiFi/Stereo Review отметил тихий, но убедительный вокал Дири, а песни охарактеризовал как «забытую попсу»
Музыкальный критик Уилл Фридуолд включил его в свою книгу «Лучшие альбомы джазовых и поп-исполнителей», отметив, что это та запись, «в которой запечатлены замечательные способности Дири оживлять самые сложные тексты, та, в которой она передаёт больше всего эмоций и страсти своим характерным девчачьим голосом, и та, которая лучше всего демонстрирует её превосходное мастерство пианистки, как аккомпаниатора, так и полномасштабной клавишницы».

## Список композиций
1. «Little Jazz Bird» (Джордж Гершвин, Айра Гершвин) — 3:43
2. «Gentleman Friend» (Арнольд Б. Хорвитт, Ричард Левайн) — 3:49
3. «It’s Too Good to Talk About Now» (Сай Коулман, Кэролин Ли) — 3:09
4. «Chez moi» (Жан Фелин, Поль Мисраки, Брюс Сивьер) — 3:09
5. «You Fascinate Me So» (Сай Коулман, Кэролин Ли) — 3:33
6. «You’ve Got Something I Want» (Боб Хеймс) — 2:37
7. «Boum» (Э. Рэй Гетц, Шарль Трене) — 2:10
8. «L’étang» (Поль Мисраки) — 2:27
9. «Hello Love» (Майкл Престон Барр, Дион Макгрегор) — 2:51
10. «Someone to Watch Over Me» (Джордж Гершвин, Айра Гершвин) — 5:57

## Участники записи
- Бас — Рэй Браун
- Вокал, фортепиано — Блоссом Дири
- Гитара — Кенни Баррелл
- Ударные — Эд Тигпен
- Флейта — Бобби Джаспар